# Cratérope gris
Argya malcolmi
Espèce
Statut de conservation UICN

 LC  : Préoccupation mineure
Répartition géographique
Le Cratérope gris (Argya malcolmi) est une espèce de passereau de la famille des Leiothrichidae.
On le trouve en Inde. Il est localement commun dans les maquis, les bois et les jardins. Il vit généralement en petits groupes et se distingue facilement des autres Cratérope de la région par son cri nasillard et les plumes blanchâtres situées sur les bords de sa longue queue. C'est l'un des plus grands Cratéropes de la région.

## Description
Il a un corps brun avec des rectrices externes d'un blanc crémeux qui sont facilement visibles quand il vole ou bat des ailes. Les lores sont noirs et le front est gris avec des stries blanches dans les plumes. Le croupion et le dessus de la queue sont gris pâle. Le dos porte de grosses taches sombres. Les trois rectrices externes sont blanches et la quatrième paire a son côté externe blanc. Les ailes sont brun foncé. L'iris est jaune et la mandibule supérieure est brun foncé tandis que la mandibule inférieure est jaunâtre. La queue est légèrement rayée transversalement. Des spécimens albinos ont été décrits.
L'espèce a été décrite pour la première fois dans la région de plateaux du Deccan. Son nom scientifique lui a été donné par le colonel WH Sykes en reconnaissance du soutien qu'il avait reçu du major-général Sir John Malcolm.

## Répartition et habitat
Cet oiseau vit sur le sous-continent indien, au sud de l'Himalaya, à l'est du désert de Thar jusqu'au Bihar. L'espèce ne se trouve pas dans le Kerala et sa présence dans la région du Sind n'a pas été confirmée. On le trouve principalement dans les bois, les broussailles sèches et les zones cultivées. On ne le trouve pas dans la zone orientale sèche du Tamil Nadu, mais un spécimen a été observé épuisé à Pondichéry.